# Lực lượng 47
Lực lượng 47 là một lực lượng do Tổng cục Chính trị Quân đội nhân dân Việt Nam lãnh đạo nhằm chống các "quan điểm sai trái" trên mạng Internet tại Việt Nam. Lực lượng 47 được thành lập theo Chỉ thị 47/CT- CT do Tổng cục Chính trị ban hành ngày 8 tháng 1 năm 2016 về tổ chức lực lượng đấu tranh trên không gian mạng trong quân đội. Tính đến tháng 12 năm 2017, lực lượng này có hơn 10.000 người với quân số có mặt ở tất cả các đơn vị cơ sở, mọi miền và mọi lĩnh vực của quân đội.
Theo quan điểm của chính quyền Việt Nam, lực lượng này được coi là đóng vai trò quan trọng trong cuộc đấu tranh chống âm mưu, hoạt động diễn biến hoà bình trên lĩnh vực tư tưởng và văn hóa bao gồm phản bác các quan điểm sai trái trên mạng Internet. Tuy nhiên, hoạt động của Lực lượng 47 gây lo ngại khi nó chống lại các quan điểm bất đồng chính kiến trên mạng xã hội và thường được so sánh với nhóm Đảng 5 hào của Trung Quốc.

## Đặc điểm
Lực lượng 47 được Tổng cục Chính trị thành lập theo Chỉ thị 47/CT- CT ban hành ngày 8 tháng 1 năm 2016 về tổ chức lực lượng đấu tranh trên không gian mạng trong quân đội. Lực lượng này có nhiệm vụ bày tỏ quan điểm phản bác các quan điểm sai trái và sẵn sàng chủ động tác chiến lẫn đấu tranh với các quan điểm sai trái. Lực lượng 47 lần đầu tiên được công khai về số lượng qua lời thượng tướng Nguyễn Trọng Nghĩa, phó chủ nhiệm Tổng cục chính trị Quân đội nhân dân Việt Nam tại Hội nghị toàn quốc tổng kết công tác tuyên giáo năm 2017 được tổ chức tại Thành phố Hồ Chí Minh ngày 25 tháng 12 năm 2017. Năm 2018, nó sẽ được triển khai. Trước đó, nó đã từng được nhắc đến sớm hơn từ bản tin của Quân khu 9.

## Quá trình đào tạo
Tập huấn Lực lượng 47 vào ngày ngày 9 tháng 3 năm 2018 tại Quảng Ninh do Bộ Chỉ huy Quân sự tỉnh Quảng Ninh tổ chức gồm các kỹ năng như trang bị cách sử dụng máy tính ảo thông qua điện thoại thông minh và máy tính bảng. Nó bao gồm cách đăng ký tài khoản và quy trình báo cáo vi phạm bài viết trên Facebook. Các hoạt động bao gồm lập "nhóm bí mật" để trao đổi và thống nhất thông tin đồng thời hướng dẫn cách viết tin bài và kỹ năng đấu tranh của Lực lượng 47 trên không gian mạng. Kiểm tra và tập huấn lực lượng 47 Bình Dương diễn ra tại Quân khu 7.
Thông qua các tài khoản cá nhân, họ đăng tin bài dưới hình thức viết bình luận và báo cáo lại cho cấp trên để tập trung đấu tranh phản bác làm tăng số lượt bình luận ủng hộ chủ trương, chính sách của Đảng và Nhà nước Việt Nam.

## Phản ứng
Theo Đài Á Châu Tự Do, Facebook cho biết công ty công nghệ khổng lồ hôm 8 tháng 7 năm 2021 đã tháo gỡ một số tài khoản xuất phát từ Lực lượng 47. Lực lượng này được xây dựng từ năm 2016 để tuyên truyền cho Đảng Cộng sản. Reuters cho biết trong số các tài khoản và nhóm Facebook bị tháo gỡ có nhóm E47. Nhóm này đã huy động các thành viên đồng loạt báo cáo các bài đi ngược với quan điểm của Đảng với mục đích buộc Facebook phải gỡ bỏ các nội dung này. Theo Reuters, Facebook đã gỡ bỏ tài khoản E47 vì vi phạm chính sách về báo cáo hàng loạt.

## Đánh giá
Theo ông Nguyễn Thế Phương, nghiên cứu viên cộng tác của Trung tâm Nghiên cứu Quốc tế Sài Gòn (SCIS), "Lực lượng 47 (...) là người của quân đội tham gia chống diễn biến hòa bình trên không gian mạng. Thành viên của Lực lượng 47 là những cán bộ, chiến sĩ, phần lớn là cán bộ chính trị trong toàn quân, mà theo quân đội là có 'bản lĩnh chính trị, có kiến thức, trình độ lý luận, khả năng xử lý thông tin'".
Thiếu tướng Ngô Minh Châu nhận định trong hội nghị quân chính Bộ Tư lệnh thành phồ Hồ Chí Minh năm 2019 rằng: "Vào lực lượng này cứ xin ý kiến chỉ đạo riết rồi có làm gì được đâu. Chúng ta như con gà công nghiệp, trong khi họ là gà ta, chạy khắp nơi và rất linh hoạt". Ông đề nghị cho phép các thành viên lực lượng tự do tác nghiệp theo nghiệp vụ đào tạo. Ông nói thêm rằng không gian mạng là không gian không ngủ khi thông tin có thể xảy ra bất kể lúc nào với mức độ lan tỏa thông tin rất nhanh. Do vậy, lực lượng 47 cũng phải không ngủ. Nếu phát hiện thông tin quan trọng thì phải phản ứng và xử lý ngay trong đêm chứ không cần chờ tới sáng.

### Báo chí quốc tế
- Reuters: "Nhà nước Cộng hòa xã hội chủ nghĩa Việt Nam tăng cường nỗ lực đấu tranh trên Internet, kêu gọi kiểm soát chặt chẽ hơn các mạng xã hội và xóa bỏ nội dung được cho là mang tính ngụy biện, xuyên tạc và công kích, nhưng có rất ít dấu hiệu cho thấy những nỗ lực này khiến sự chỉ trích lắng xuống trong bối cảnh các công ty cung cấp dịch vụ mạng xã hội là công ty toàn cầu".[3]